# Rodrigo Pons
Rodrigo Vieira de Sousa Pons detto Vinny (Rio de Janeiro, ...) è un ex giocatore di football americano e fotografo brasiliano, che ha giocato come wide receiver.
Dopo la carriera nel football americano si è trasferito a Toronto diventando fotografo sportivo.

## Palmarès
- 1 Brasil Bowl (Rio de Janeiro Imperadores, 2009)
- 1 Torneio Touchdown (Fluminense Imperadores, 2011)